# Passenger Rail Agency of South Africa
Die Passenger Rail Agency of South Africa SOE (abgekürzt PRASA) ist ein staatliches Verkehrsunternehmen in Südafrika. PRASA hat seinen Hauptsitz im Prasa House in Pretoria. Sie ist heute für einen Großteil der Abwicklung des Personenverkehrs in Südafrika verantwortlich.
Das Unternehmen wird vom nationalen Department of Transport (Ministerium für Transport) kontrolliert. Die gesetzliche Basis für seine Aktivitäten bilden der South Africa Transport Services (“SATS”) Act (Act No. 9 / 1989) sowie seiner Novellierung von 2008 und die Bestimmungen der section 4 des National Land Transport Transition Act, (Act No. 22 / 2000).

## Geschichte
1916 wurden durch die Gründung der Südafrikanischen Union alle südafrikanischen Eisenbahngesellschaften zur South African Railways and Harbours, der späteren South African Transport Services, vereinigt. Am 1. April 1990 wurde Transnet gegründet, welche diese Aufgaben übernahm. Ausgenommen davon waren alle Personenverkehre, die ursprünglich von der ebenfalls am 1. April 1990 gegründeten South African Rail Commuter Corporation Limited (SARCC) bewältigt und 2009 auf die heutige PRASA übertragen (Legal Succession to the South African Transport Services Amendment Act No. 38 of 2008) wurden. Im Jahre 1995 bewältigte SARCC in den Städten Durban, East London, Johannesburg, Kapstadt, Port Elizabeth und Pretoria einen großen Teil des schienengebundenen ÖPNV; mit täglich etwa 1,1 Millionen Fahrgästen. Zudem wurde im Oktober bekannt, dass das Unternehmen mit der japanischen Regierung um ein Darlehn von über 220 Millionen Rand verhandelt hatte, um fünf neue Nahverkehrszüge und 60 Busse für den Einsatz in der Provinz Gauteng anschaffen zu können.
Im Jahr 2006 begann man im Geschäftsbereich Main Line Passenger Services mit der Inbetriebnahme von luxuriösen Fernzügen, deren Betriebsführung die Abteilung Luxrail bilden. Dieser Service wurde bisher auf drei Linien von Johannesburg ausgehend ausgebaut:
- Johannesburg–Kapstadt–Johannesburg
- Johannesburg–Durban–Johannesburg und
- Johannesburg–Port Elizabeth–Johannesburg.[10]

Die Zahl der Passagiere dieses Nahverkehrssystems auf allen Strecken betrug im Jahre 2000 landesweit und täglich 2,2 Millionen über 374 Bahnhöfe mit 2574 Zugverbindungen in sechs Metropolregionen. Das dafür genutzte Schienennetz hatte einen Umfang von 2859 Kilometern. Davon waren 97 % elektrifiziert.
Die PRASA gehörte zu den fünf nationalen Förderern der Fußball-Weltmeisterschaft 2010.
Im Jahr 2013 bestellte die PRASA 600 Sechswagenzüge vom Typ X’Trapolis Mega bei Alstom. Die Züge werden in Südafrika gefertigt.

## PRASA
Die PRASA ist in sechs südafrikanischen Ballungsräumen aktiv. Das Unternehmen verfügt über Depots zum Abstellen und zur Wartung der Züge. Sie befinden sich in Braamfontein, Salt River, Wolmerton, Springfield (JB Region F) und Durban.
Vier Tochterunternehmen operieren in jeweiligen Sparten: Metrorail (Regionalverkehr), Shosholoza Meyl (InterCity-Verkehr) und Autopax (Buslinien, Fernbuslinien). Die Liegenschaften und Verkehrsmittel werden von der ebenfalls zu PRASA gehörenden Intersite verwaltet.

## Regionale Metrorail-Systeme
Das Nahverkehrssystem war ursprünglich ein Tätigkeitsfeld von South African Transport Services (SATS). Zu Beginn der 1990er Jahre wurde Metrorail auf Grund der Umstrukturierung im öffentlichen Transportsektor ein Geschäftsbereich bei Spoornet. Die South African Rail Commuter Corporation (SARCC) als Mutterunternehmen hatte dazu mit Spoornet einen Geschäftsbesorgungsvertrag geschlossen. Am 1. Januar 1997 ging Metrorail als ein eigenständiger Geschäftsbereich in der Transnet group auf. Im Jahr 2006 erfolgte auf Veranlassung durch das Transportministerium die komplette Überleitung von Metrorail in die SARCC, wodurch sie nun deren operativen Bereich bildet.
Metrorail-Nahverkehrssysteme gibt es in fünf Ballungsräumen Südafrikas:
- Metrorail Durban (Metrorail KwaZulu-Natal)
- Metrorail East London (Metrorail Eastern Cape)
- Metrorail Johannesburg-Pretoria (Metrorail Gauteng)
- Metrorail Kapstadt (Metrorail Western Cape)
- Metrorail Port Elizabeth (Metrorail Eastern Cape)

Dabei werden 478 Stationen bedient und täglich über 1,7 Millionen Passagiere auf den lokalen Linien mit 270 Zugeinheiten befördert. Der Sitz von Metrorail befindet sich in Braamfontein (Umjantshi House).